# Кунг, Франциск Копонг
Франциск Копонг Кунг (индон. Franciscus Kopong Kung, 3 августа 1950 года, Индонезия) — католический прелат, епископ Ларантуки с 16 июня 2004 года.

## Биография
29 июня 1982 года Франциск Копонг Кунг был рукоположён в священника.
2 октября 2001 года Римский папа Иоанн Павел II назначил Франциска Копонга Кунга вспомогательным епископом Ларантуки. 10 января 2002 года состоялось рукоположение Франциска Копонга Кунга в епископа, которое совершил епископ Ларантуки Дарий Нгава в сослужении с архиепископом Энде Лонгином Да Чунха и епископом Джаяпуры Лео Лаба Ладжаром.
16 июня 2004 года Франциск Копонг Кунг был назначен епископом Ларантуки.